# Pseudoéphédrine
La pseudoéphédrine est une amine sympathomimétique fréquemment utilisée comme décongestionnant. Ses sels, chlorhydrate et sulfate sont utilisés dans nombre de médicaments. Depuis le 10 décembre 2024 en France, à la suite d'alertes sur leur dangerosité, ils sont délivrés sur  ordonnance. Ils sont utilisés seuls ou en association avec un antihistaminique et un antipyrétique (paracétamol ou ibuprofène).

## Pharmacologie
(août 2024).
La pseudoéphédrine est une substance agissant sur le système nerveux sympathique. Elle franchit facilement la barrière hématoencéphalique, et son pic plasmatique est atteint entre 1 h et 1 h 30 min.
Elle ne possède pas d'affinité pour les transporteurs de la dopamine, de la sérotonine ou de la noradrénaline. Cependant, elle se fixe sur les récepteurs α et β-adrénergiques. On décrit la pseudoéphédrine comme agent libérateur de noradrénaline. En effet en se fixant sur le récepteur α2-adrénergique, elle active indirectement le TAAR1 qui produit une inhibition du stockage vésiculaire de la noradrénaline. Elle est donc libérée abondamment. Il est important de noter que le récepteur α2 et le TAAR1 forment ensemble un oligomère responsable de l'activation de ce dernier.
Elle a été vendue aux doses usuelles de 60 mg afin de lutter contre les symptômes du rhume. À partir de 180 mg, on observe une augmentation du taux monoaminergique dans la zone synaptique.
Les effets de la pseudoéphédrine sont stimulants, incluant :
- une euphorie légère ;
- une augmentation des capacités de mémorisations et de concentration ;
- l'augmentation des capacités respiratoire avec une dilatation des bronches ;
- des envies de mouvements constant ;
- un retard à l'éjaculation.

Effet secondaires :
- augmentation de la fréquence cardiaque et de la pression artérielle ;
- mydriase, pouvant entraîner une mauvaise appréciation de la lumière ;
- insomnie, diminution de l'envie de dormir, prolongé même après les effets recherchés ;
- troubles de l'érection ;
- hallucination à de fortes doses ;
- risque d'AVC fulminant au début de la prise.

Ces effets ne durent généralement pas plus de 8 h. Lorsqu'ils s’estompent, s'engage le syndrome de descente caractérisé par :
- une fatigue et une somnolence ;
- une apathie, perte de motivation et d'énergie ;
- une difficulté à se concentrer, à réfléchir.

Ce syndrome est très léger et la plupart des utilisateurs ne le remarquent que très peu, induisant une modification du comportement quasi inexistante.
À long terme, elle n'induit pas ou peu de pathologies psychiatrique en dépit de pathologies cardiovasculaires potentiellement graves.
Du fait de sa proximité avec les amphétamines et les cathinones, la pseudoéphédrine induit des effets stimulants mais n'agit pas sur la dopamine ou la sérotonine.

## Chimie
La pseudoéphédrine est une molécule chirale et contient deux carbones chiraux. On appelle pseudoéphédrine les énantiomères (1R, 2R) et (1S,2S) de l'éphédrine. Elle est présente naturellement sous un mélange racémique et dans de nombreux médicaments, sous forme (1S,2S).

## Effets indésirables
En France, un rapport de la Commission nationale de pharmacovigilance, daté de mars 2008, met en garde contre les nombreux effets indésirables de la pseudoéphédrine. Il s'agit notamment d'effets cardiovasculaires et neurologiques centraux qui, s'ils sont relativement rares, sont graves et nécessitent une hospitalisation.
Ces effets « sont peu acceptables », indique le rapport, « et à mettre en balance avec l'aspect bénin de la pathologie traitée (“rhume”). »
Dans un article publié en 2009, la revue Prescrire propose de « bannir ces médicaments des pharmacies et des conseils ».
En avril 2011, dans un numéro consacré aux « médicaments inutiles ou dangereux », Que Choisir Santé regrette que, trois ans après le rapport de la Commission nationale de pharmacovigilance, les produits contenant de la pseudoéphédrine soient toujours sur le marché. « Cela n'est pas acceptable », conclut la revue. En 2017, 60 millions de consommateurs affirme également que les médicaments contenant de la pseudoéphédrine par voie orale sont à proscrire et devraient être retirés du marché.
Fin 2024, 8 médicaments (Actifed Rhume, Actifed Rhume jour et nuit, Dolirhume Paracétamol et Pseudoéphédrine, Dolirhumepro Paracétamol Pseudoéphédrine et Doxylamine, Humex Rhume, Nurofen Rhume, RhinAdvil Rhume Ibuprofène/Pseudoéphédrine et RhinAdvilcaps Rhume Ibuprofène/Pseudoéphédrine) deviennent accessibles en France uniquement sur ordonnance.

## Utilisation non médicale
À partir du 1er janvier 2010, la pseudoéphédrine fait de nouveau partie de la liste des produits interdits  établie par l'Agence mondiale antidopage. Elle a été autorisée en 2004. Le seuil de concentration maximal dans l’urine est fixé à 150 microgrammes par millilitre. La pseudoéphédrine peut être utilisée pour fabriquer de la méthamphétamine.

## Usage récréatif
La pseudoéphédrine, tout comme l'éphédrine, a des effets psychotropes similaires aux amphétamines mais ceux-ci sont  moins importants à dose égale.
La pseudoéphédrine est notamment un précurseur direct de la méthamphétamine (aussi appelé « crystal meth », « tina » ou « ice »). 
La pseudoéphédrine provoque, comme les amphétamines, une certaine euphorie, un effet stimulant et un effet coupe-faim. À dose forte, la pseudoéphédrine peut provoquer des hallucinations.  
La pseudoéphédrine ne provoque pas de période d'arrêt psychoactive brusque. Son syndrome de sevrage est inexistant et ne provoque que de très léger effet de sevrage (uniquement dû à la baisse du taux synaptique de Noradrénaline). Son accoutumance apparaît en 10 jours et n'occasionne aucune manifestation somatique à l'arrêt de la consommation.  
L'association de la pseudoéphédrine à du paracétamol (toxique pour le foie à dose suprathérapeutique) ou à de l'ibuprofène (AINS toxique pour l'estomac à dose suprathérapeutique) dans les spécialités (médicaments) qui la contiennent ainsi que les risques cardiovasculaires limitent néanmoins son mésusage.

## Utilisation illicite pour produire de la métamphétamine
La pseudoéphédrine est le principal ingrédient utilisé pour fabriquer de la méthamphétamine (D-meth), une drogue stimulante hautement addictive. La pseudoéphédrine intégrée comme décongestionnant nasal dans différents médicaments en vente libre (OTC, over-the-counter, devant le comptoir des pharmacies) , en fait un précurseur chimique facile d'accès pour les personnes qui opèrent illégalement dans des laboratoires de méthamphétamine. Pour résoudre ce problème, des lois et des ordonnances ont été utilisées dans les années 2000, dans différents pays comme les États-Unis comme outil pour limiter l'accès à la pseudoéphédrine. 
La pseudoéphédrine dans les médicaments contre le rhume et l'asthme est employée seule ou associée à d'autres composants.  Aucun produit commercial à base de pseudoéphédrine existant ne constitue cependant un obstacle significatif pour ralentir ou limiter l’extraction et la conversion de pseudoéphédrine dans les laboratoires clandestins de méthamphétamine. Une étude de 2018 a montré aussi que l'inviolabilité supposée de certaines formulations de la pseudoéphédrine n'était pas un obstacle à leur conversion en meth par des chimistes clandestins (en).
La méthamphétamine possède un centre chiral, et existe sous forme d'énantiomères dextrogyre (d) et l pour lévogyre (l). Longtemps désignée comme substance contrôlée sans discrimination de ses énantiomères, l'énantiomère « d » exerce de puissants effets physiologiques et psychostimulants et présente un risque élevé d'abus, tandis que l'énantiomère « l » n'exerce que le dixième de ces effets, et est utilisé comme décongestionnant nasal, la lévométhamphétamine. La transformation de la pseudoéphédrine et de l'éphédrine ne produit que l'énantiomères « d ».
Avant que les trafiquants ne se reportent vers des substances toujours plus éloignées du résultat final, un des moyens employés par l'OICS pour pister les labos de meth jusqu'en 2009, consistait à recenser les transactions les plus insolites de remèdes contre le rhume. Chaque année des millions de tonnes de ces précurseurs (en) circulent à travers le monde, et il était facile d'en détourner quelques centaines.

### Aux États-Unis
Des suite d'une épidémie de méthamphétamine (en), une Loi de 2005 relative à la lutte contre l'épidémie de méthamphétamine a notamment été intégrée au Patriot Act le 9 mars 2006 ; cette loi impose la vente des médicaments contenant de la pseudoéphédrine dans des armoires verrouillées ou derrière le comptoir ; en outre elle limite la quantité mensuelle que tout individu peut acheter ; elle oblige aussi les détaillants à conserver les informations personnelles des clients, qui doivent présenter une pièce d'identité, pendant au moins deux ans après l'achat de ces médicaments. Le Mississippi et l'Oregon ont même fini par imposer que la pseudoéphédrine soit obtenue par prescription médicale, ce qui était une première pour un médicament recommandé pour la vente libre par la Food and Drug Administration (FDA). 
La Consumer Healthcare Products Association (CHPA), qui représente le lobby des produits pharmaceutiques en vente libre, a engagé des campagnes de lobbying intense pour soutenir la préservation de l’accès à la pseudoéphédrine en vente libre,. L'introduction de la technologie National Precursor Log Exchange, un système d'enregistrement et de conformité électronique en temps quasi réel qui suit les ventes de médicaments en vente libre contre le rhume et les allergies contenant de la pseudoéphédrine, adoptée par la plupart des États des États-Unis pour empêcher l’accès criminel à la pseudoéphédrine, a permis en 2021 d'abroger les lois qui empêchaient la vente libre de la pseudoéphédrine. La CHPA a pu déclarer cette année là que « désormais, d'un océan à l'autre », il était de nouveau légal d'acheter en vente libre (OTC) des médicaments contre le rhume et les allergies contenant de la pseudoéphédrine. 
À cause de ces différentes mesures sécuritaires, la pseudoéphédrine a été souvent remplacée par la phényléphrine, un composant qui avait été approuvé par la FDA en 1976 mais dont l'inefficacité complète a finalement été établie de manière définitive en septembre 2023. C'est le Sudafed PE de Pfizer qui est venu s'ajouter au Sudafed. Celui-ci permettait tout au moins de vendre les produits devant le comptoir. New Scientist évoque une déchétisation des médicaments contre le rhume, liée au trafic de Crystal meth.
La pseudoéphédrine, c'est la « pseudo » de Breaking bad, que Walter « Walt » White et son disciple Jesse Pinkman, cuisinent pour obtenir la « crystal meth » ; c'est typiquement le Sudafed, récolté laborieusement par des schtroumpfs, petites mains adeptes du smurfing dans laquelle plusieurs individus achètent en pharmacie une quantité légale de pseudoéphédrine et mettent les précurseurs en commun ; une échéance de production impossible à tenir oblige Walt à reformuler le produit, remplaçant la pseudoéphédrine par de la méthylamine (Saison 1 de Breaking Bad, épisode 7).

### Mexique
Des mesures semblables à celles des États-Unis ont été observées au Mexique en 2007, mais qui du fait de la faiblesse de son système judiciaire a fini par accueillir le plus gros de la production de méthamphétamine à destination des États-Unis, puis par capter le plus gros du commerce illégal de précurseurs pour les transformer aux États-Unis,.

### Canada
Au Canada pour les mêmes raisons un arrêté d'urgence du 17 mai 2024 interdit la vente de médicaments dont l'éphédrine et la pseudoéphédrine sont l'ingrédient unique.